# Bosque de Chet
El bosque de Chet es un bosque ficticio perteneciente al legendarium del escritor británico J. R. R. Tolkien. Aparece brevemente en su novela El Señor de los Anillos, cuando Meriadoc Brandigamo, Peregrin Tuk, Sam Gamyi, Frodo Bolsón y Aragorn lo atraviesan de oeste a este durante los tres primeros días de octubre del 3018 de la Tercera Edad del Sol, intentando escapar de los Nazgûl.

## Situación
El bosque ocupa casi todo el territorio de las tierras de Bree. Está situado al este del Camino Verde y al norte del Camino del Este, y llega hasta la colina de Bree por el oeste y hasta el pantano de Moscagua por el este. El pueblo de Archet se encuentra dentro del bosque.

## Historia
El reino de Arnor fue el primer dueño del bosque de Chet, hasta que fue destruido. Más tarde, el bosque pasaría a manos de los reyes de Arthedain, hasta su posterior destrucción. A finales del 3018 T. E. unos rufianes que venían del sur saquearon la zona, pero fueron vencidos en una pequeña batalla por los lugareños de Bree y se tuvieron que refugiar en el bosque. Un año después, finalizada la Guerra del Anillo, el rey Elessar mandó emisarios del Reino Unificado para expulsar a los rufianes de allí.